# Gorenja Lepa vas
Gorenja Lepa vas je naselje v Občini Krško.